# Buchy (Seine-Maritime)
Buchy település Franciaországban, Seine-Maritime megyében. Lakosainak száma 2789 fő (2022. január 1.). Buchy Montérolier, Sainte-Croix-sur-Buchy, Bosc-Bordel, Bois-Héroult, Mathonville, Rocquemont, Héronchelles, Vieux-Manoir, Yquebeuf és La Rue-Saint-Pierre községekkel határos.

## Népesség
A település népességének változása:
| Lakosok száma | 2697 | 2712 | 2831 | 2757 | 2825 | 2840 | 2820 | 2805 | 2789 |
|               | 2014 | 2015 | 2016 | 2017 | 2018 | 2019 | 2020 | 2021 | 2022 |